# Aruba az 1988. évi nyári olimpiai játékokon
Aruba a dél-koreai Szöulban megrendezett 1988. évi nyári olimpiai játékok egyik részt vevő nemzete volt. Az országot az olimpián 5 sportágban 8 sportoló képviselte, akik érmet nem szereztek. Aruba első alkalommal vett részt az olimpiai játékokon.

## Atlétika
Férfi
| Versenyző      | Versenyszám | Előfutam | Előfutam | Előfutam | Negyeddöntő | Negyeddöntő | Negyeddöntő | Elődöntő | Elődöntő | Elődöntő | Döntő   | Döntő    |
| Versenyző      | Versenyszám | Idő      | Hely.    | Össz.    | Idő         | Hely.       | Össz.       | Idő      | Hely.    | Össz.    | Idő     | Helyezés |
| -------------- | ----------- | -------- | -------- | -------- | ----------- | ----------- | ----------- | -------- | -------- | -------- | ------- | -------- |
| Evelyn Farrell | 100 m       | 12,48    | 8.       | 60.      | kiesett     | kiesett     | kiesett     | kiesett  | kiesett  | kiesett  | kiesett | kiesett  |
| Evelyn Farrell | 200 m       | 25,74    | 8.       | 54.      | kiesett     | kiesett     | kiesett     | kiesett  | kiesett  | kiesett  | kiesett | kiesett  |
| Lia Melis      | Maraton     |          |          |          |             |             |             |          |          |          | 2:53:24 | 56.      |

## Cselgáncs
| Versenyző   | Versenyszám | Csoport | Selejtező         | 32-es főtábla                                 | Nyolcaddöntő      | Negyeddöntő       | Elődöntő          | Vigaszág nyolcaddöntő | Vigaszág negyeddöntő | Vigaszág elődöntő | Bronz- mérkőzés   | Döntő             | Helyezés |
| Versenyző   | Versenyszám | Csoport | Ellenfél Eredmény | Ellenfél Eredmény                             | Ellenfél Eredmény | Ellenfél Eredmény | Ellenfél Eredmény | Ellenfél Eredmény     | Ellenfél Eredmény    | Ellenfél Eredmény | Ellenfél Eredmény | Ellenfél Eredmény | Helyezés |
| ----------- | ----------- | ------- | ----------------- | --------------------------------------------- | ----------------- | ----------------- | ----------------- | --------------------- | -------------------- | ----------------- | ----------------- | ----------------- | -------- |
| Bito Maduro | Középsúly   | A       | erőnyerő          | Csiu Heng-an (Chiu Heng-An) (TPE) · 0000–0141 | kiesett           | kiesett           | kiesett           |                       |                      |                   |                   |                   | 19.      |

## Ökölvívás
| Versenyző     | Versenyszám  | Selejtező                        | 32-es főtábla                | Nyolcaddöntő      | Negyeddöntő       | Elődöntő          | Döntő             | Helyezés |
| Versenyző     | Versenyszám  | Ellenfél Eredmény                | Ellenfél Eredmény            | Ellenfél Eredmény | Ellenfél Eredmény | Ellenfél Eredmény | Ellenfél Eredmény | Helyezés |
| ------------- | ------------ | -------------------------------- | ---------------------------- | ----------------- | ----------------- | ----------------- | ----------------- | -------- |
| Hubert Wester | Kisváltósúly | Martin Ndongo-Ebanga (CMR) · RSC | kiesett                      | kiesett           | kiesett           | kiesett           | kiesett           | 33.      |
| Jeffrey Nedd  | Félnehézsúly |                                  | Joseph Akhasamba (KEN) · RSC | kiesett           | kiesett           | kiesett           | kiesett           | 17.      |

RSC – a mérkőzésvezető megállította a mérkőzést

## Szinkronúszás
| Versenyző                   | Versenyszám | Selejtező           | Selejtező           | Selejtező       | Selejtező  | Selejtező  | Döntő           | Döntő      | Döntő      |
| Versenyző                   | Versenyszám | Technikai gyakorlat | Technikai gyakorlat | Zenés gyakorlat | Összesítés | Összesítés | Zenés gyakorlat | Összesítés | Összesítés |
| Versenyző                   | Versenyszám | Pont                | Hely.               | Pont            | Pont       | Hely.      | Pont            | Pont       | Helyezés   |
| --------------------------- | ----------- | ------------------- | ------------------- | --------------- | ---------- | ---------- | --------------- | ---------- | ---------- |
| Roswitha Lopez              | Egyéni      | 70,483              | 45.                 | 80,20           | 150,683    | 18.        | kiesett         | kiesett    | kiesett    |
| Yvette Thuis                | Egyéni      | 74,266              | 43.                 | kiesett         | kiesett    | kiesett    | kiesett         | kiesett    | kiesett    |
| Yvette Thuis Roswitha Lopez | Páros       | 72,375              | 15.                 | 79,60           | 151,975    | 15.        | kiesett         | kiesett    | kiesett    |

## Vívás
Férfi
| Versenyző     | Versenyszám       | Selejtező | Selejtező | Selejtező         | Selejtező | Selejtező         | Selejtező | Főtábla           | Főtábla           | Főtábla           | Vigaszág          | Vigaszág          | Vigaszág          | Vigaszág          | Negyeddöntő       | Elődöntő          | Döntő             | Helyezés |
| Versenyző     | Versenyszám       | 1. kör | 1. kör    | 2. kör            | 2. kör    | 3. kör            | 3. kör    | 1. kör            | 2. kör            | 3. kör            | 1. kör            | 2. kör            | 3. kör            | 4. kör            | Negyeddöntő       | Elődöntő          | Döntő             | Helyezés |
| Versenyző     | Versenyszám       | Ellenfél Eredmény | Hely.     | Ellenfél Eredmény | Hely.     | Ellenfél Eredmény | Hely.     | Ellenfél Eredmény | Ellenfél Eredmény | Ellenfél Eredmény | Ellenfél Eredmény | Ellenfél Eredmény | Ellenfél Eredmény | Ellenfél Eredmény | Ellenfél Eredmény | Ellenfél Eredmény | Ellenfél Eredmény | Helyezés |
| ------------- | ----------------- | --- | --------- | ----------------- | --------- | ----------------- | --------- | ----------------- | ----------------- | ----------------- | ----------------- | ----------------- | ----------------- | ----------------- | ----------------- | ----------------- | ----------------- | -------- |
| Austin Thomas | Tőr, egyéni       | 6. csoport · Joachim Wendt (AUT) · 5–2 · Choy Kam Shing (HKG) · 1–5 · Robert Davidson (AUS) · 3–5 · Liu Jün-hung (Liu Yunhong) (CHN) · 0–5 · Bogusław Zych (POL) · 0–5 | 6.        | kiesett           | kiesett   | kiesett           | kiesett   | kiesett           | kiesett           | kiesett           | kiesett           | kiesett           | kiesett           | kiesett           | kiesett           | kiesett           | kiesett           | 58.      |
| Austin Thomas | Párbajtőr, egyéni | 11. csoport · Tang Wing Keung (HKG) · 5–4 · Axel Birnbaum (AUT) · 2–5 · Martin Brill (NZL) · 0–5 · Mihajlo Tisko (URS) · 3–5 · Lars Winter (FIN) · 0–5                 | 5.        | kiesett           | kiesett   | kiesett           | kiesett   | kiesett           | kiesett           | kiesett           | kiesett           | kiesett           | kiesett           | kiesett           | kiesett           | kiesett           | kiesett           | 70.      |